# William Whitaker
William Whitaker (Londres, 4 de maio de 1836 — Croydon, 15 de janeiro de 1925) foi um geólogo britânico. É conhecido como o "pai da hidrogeologia inglesa".
Foi laureado com a Medalha Murchison de 1886 e com a medalha Wollaston de 1923, pela Sociedade Geológica de Londres.

## Obras
- "The Geology of London and of Part of the Thames Valley" (1889)

1. ↑  «William Whitaker» (em inglês). British Geological Survey. Consultado em 8 de dezembro de 2015. Cópia arquivada em 8 de dezembro de 2015
2. ↑  «Award Winners Since 1831 / Wollaston Medal» (em inglês). The Geological Society of London. Consultado em 10 de agosto de 2015. Cópia arquivada em 25 de julho de 2015